# Scytodes zamena
Espèce
Scytodes zamena est une espèce d'araignées aranéomorphes de la famille des Scytodidae.

## Distribution
Cette espèce est endémique du Fujian en Chine,.

## Publication originale
- Wang, 1994 : On five Scytodidae of the genus Scytodes from China. Journal of Hebei Normal University. Natural Science Edition, vol. 1994, Suppl., p. 6-11.